# اس‌اس پوتسدام (۱۹۰۰)
اس‌اس پوتسدام (۱۹۰۰) (به انگلیسی: SS Potsdam (1900)) یک کشتی بود که طول آن ۱۶۷٫۶۶ متر (۵۵۰٫۱ فوت) بود. این کشتی در سال ۱۹۰۰ ساخته شد.